# Isún de Basa
Isún de Basa es una localidad española perteneciente desde 1951 al municipio de Sabiñánigo, en el Alto Gállego, provincia de Huesca, Aragón. 

## Población
Históricamente Isún de Basa fue un núcleo con población reducida. A mediados del siglo XIX el Diccionario de Pascual Madoz informaba de que tenía cuatro vecinos y 23 "almas" que habitaban seis casas, en las que incluía a la consistorial, "casi derruida". Señalaba además que su emplazamiento se encontraba "al pie de una gran montaña, sobre terreno poco llano, donde le combaten los vientos del norte y sur. Su clima es frío y solo se padecen algunas fiebres". Y continuaba:

Hay cuatro fuentes de buenas aguas que aprovechan los vecinos para sus necesidades. El terreno, de mala calidad, es sumamente estéril, y tiene un monte denominado de Isún en el que se crían algunos pinos y bojes [...] Produce poco trigo y alguna cebada o avena, cría ganado lanar y hay caza de perdices.

A mediados del siglo XX, con motivo de la emigración del campo a la ciudad, se despobló. A comienzos del siglo XXI se han reconstruido o construido viviendas destinadas al recreo y uso turístico. Se trata de edificios de grandes dimensiones, que imitan el estilo arquitectónico popular de la zona, principalmente en la proliferación de chimeneas troncocónicas rematadas por una piedra de formas variables, que la tradición sostenía que espantaba a las brujas y les impedía entrar en el hogar. Las nuevas construcciones se han levantado preferentemente en la ladera septentrional y ocupan lo que antaño fue campos y eras. La falta de un adecuado planeamiento de calles y plazuelas ha dado lugar a un evidente desorden urbanístico.
| 21         | 31 | 29 |
| (Fuente: ) |    |    |

## Toponimia
Aparece citado en la documentación histórica desde el año 875 aproximadamente como Isun de Basa, Assum, Essum, Essu y Essuu.

## Iglesia de Santa María

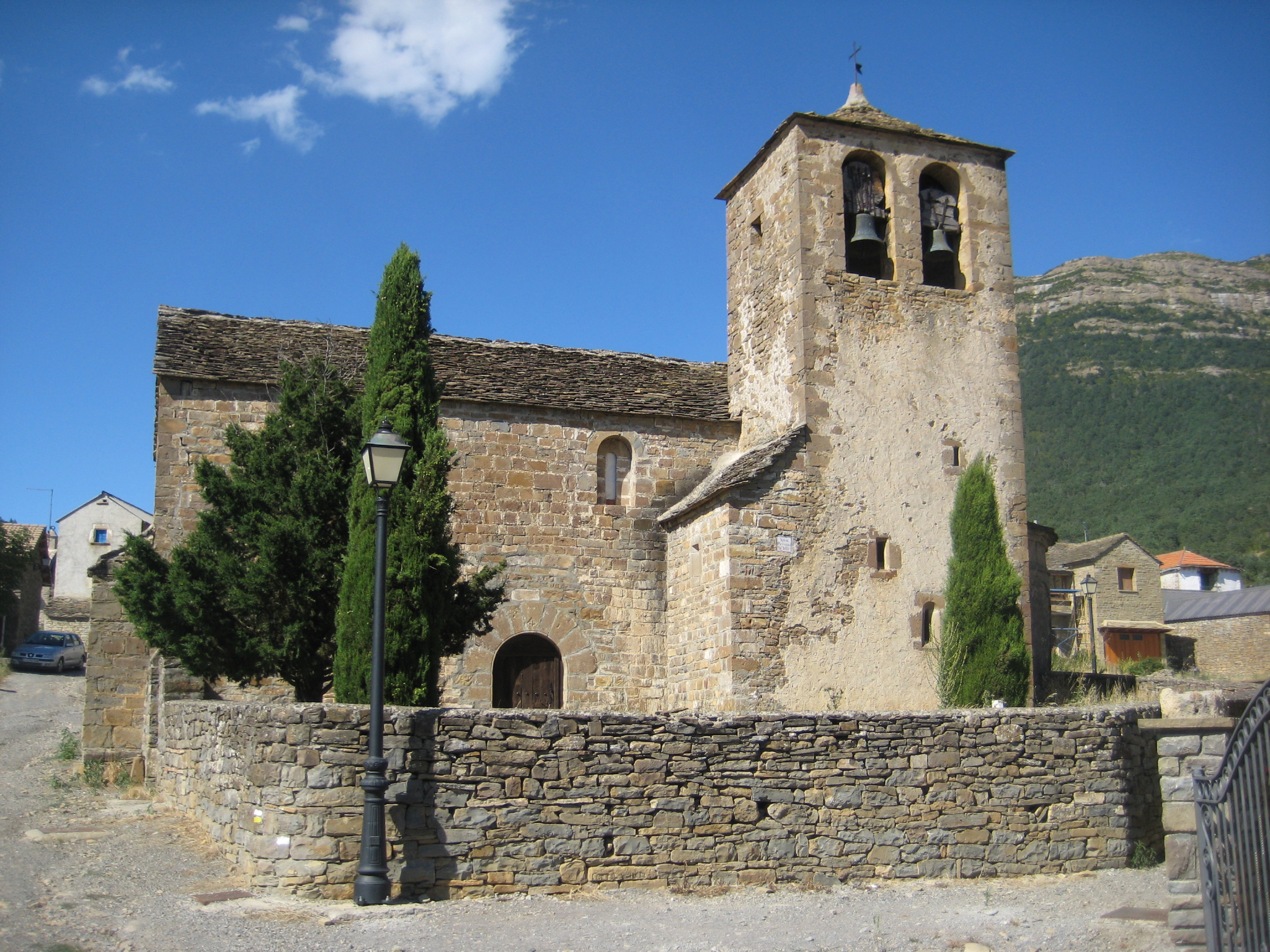
Vista desde el sur

Es un edificio del siglo XI, se baraja la fecha de 1060, de estilo románico. Está construido con sillarejo y sus dimensiones son reducidas, como era habitual en aquella época. Tenía planta rectangular que terminaba en ábside semicircular orientado al este. Se advierten dos épocas constructivas: a la primera pertenecen el presbiterio y ábside y corresponden al siglo XI; y a la segunda época, ya en el siglo XII, pertenecería el resto del templo levantado según el modelo del románico jaqués.
En la Guerra Civil sufrió graves daños, ente los que se ha de mencionar la destrucción de la bóveda de la nave. Sin embargo subsistió el exterior del ábside, aunque se destruyó la bóveda de cuarto de esfera que lo cubría. Al exterior muestra una cornisa formada por dos hiladas de losas con vuelo decreciente, un friso de baquetones toscamente labrados y una línea de siete arcos ciegos que descansan sobre lesenas. El centro del ábside está iluminado por una ventana estrecha de derrame interno. Todos estos elementos ornamentales caracterizan este edificio como perteneciente al conjunto de iglesias de Serrablo también identificadas como Románico del Gállego, por el río que define la comarca. Se edificaron entre los años 940 y 1100, según diversos autores, con influencias mozárabes, carolingias y románicas procedentes de Lombardía.

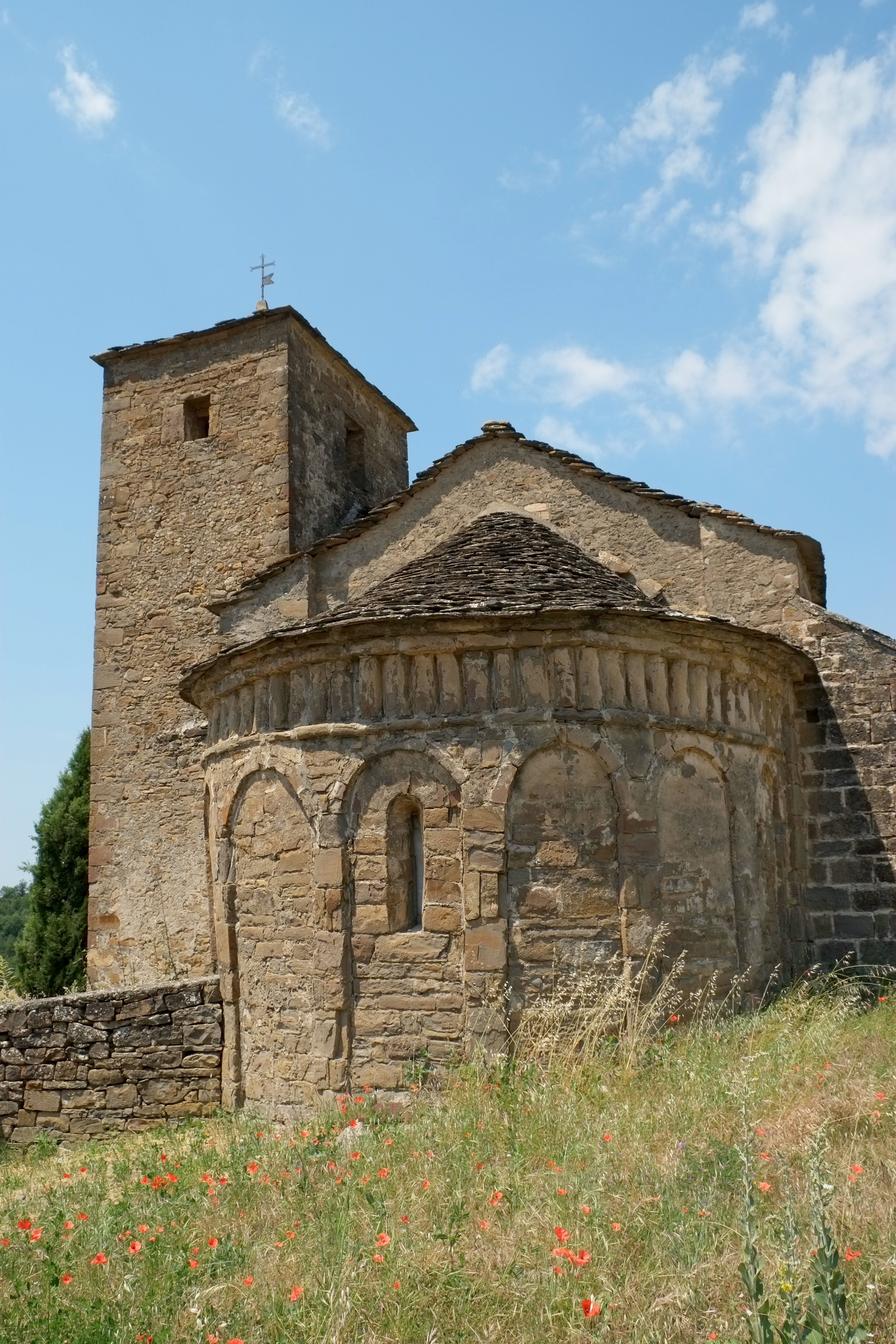
Vista desde el este

Se puede acceder al ábside desde la cancela que cierra el templo y el cementerio. El conjunto del espacio, en contra de lo que es habitual en las poblaciones vecinas, presenta un aspecto descuidado.
La torre es posterior, podría fecharse en torno al siglo XVII y está adosada al muro sur. Se construyó también en sillarejo, es de un solo cuerpo, la remata una cubierta a cuatro aguas, carece de elementos ornamentales y los dos ventanales para las campanas se orientan al sur. Es semejante a las que en aquella época se levantaron por los pueblos de la comarca.  
En el muro sur se encuentra la portada. Aunque se cierra con arco de medio punto, es moderna, no pertenece al románico.El templo se iluminaba con tres ventanas de arcos de medio punto. La que se encuentra más al oeste es original y en el arco se encuentra un crismón de pequeñas proporciones de tipo navarro. Debajo se conservan dos sillares que pertenecieron a la imposta decorada con un ajedrezado jaqués que adornó la iglesia del siglo XII; poco más abajo se encuentra un sillar con inscripciones geométricas, preferentemente de formas sinuosas, de carácter abstracto (En la iglesia de Susín hay inscripciones similares). La ventana abierta al este ha sido restaurada y el crismón es copia del de la ventana del oeste. La tercera ventana fue tapada al construirse la torre, aunque se puede apreciar desde el interior del templo.
Tiene cubierta a dos aguas con losas de piedra, según la pauta en las iglesias románicas del contorno.
En el interior las bóvedas románicas fueron reemplazadas en la restauración por un cielo raso, inadecuado para este tipo de construcciones, y una bóveda de cuarto de esfera en el ábside. El presbiterio está presidido por un retablo barroco, del siglo XVIII, con columnas salomónicas y estípites. Falta la mayor parte de las esculturas originales. 
El templo está declarado Bien de Interés Cultural (BIC) desde 1982 juntamente con las restantes iglesias de Serrablo.
Según una famosa leyenda urbana local, hubo un exorcismo en esta iglesia, en el cual el sacerdote a cargo de este murió en el proceso, por lo que se cuenta que el exorcismo sigue en curso, y que alguien debe de terminarlo o la desgracia caerá sobre el pueblo.

## Galería de imágenes

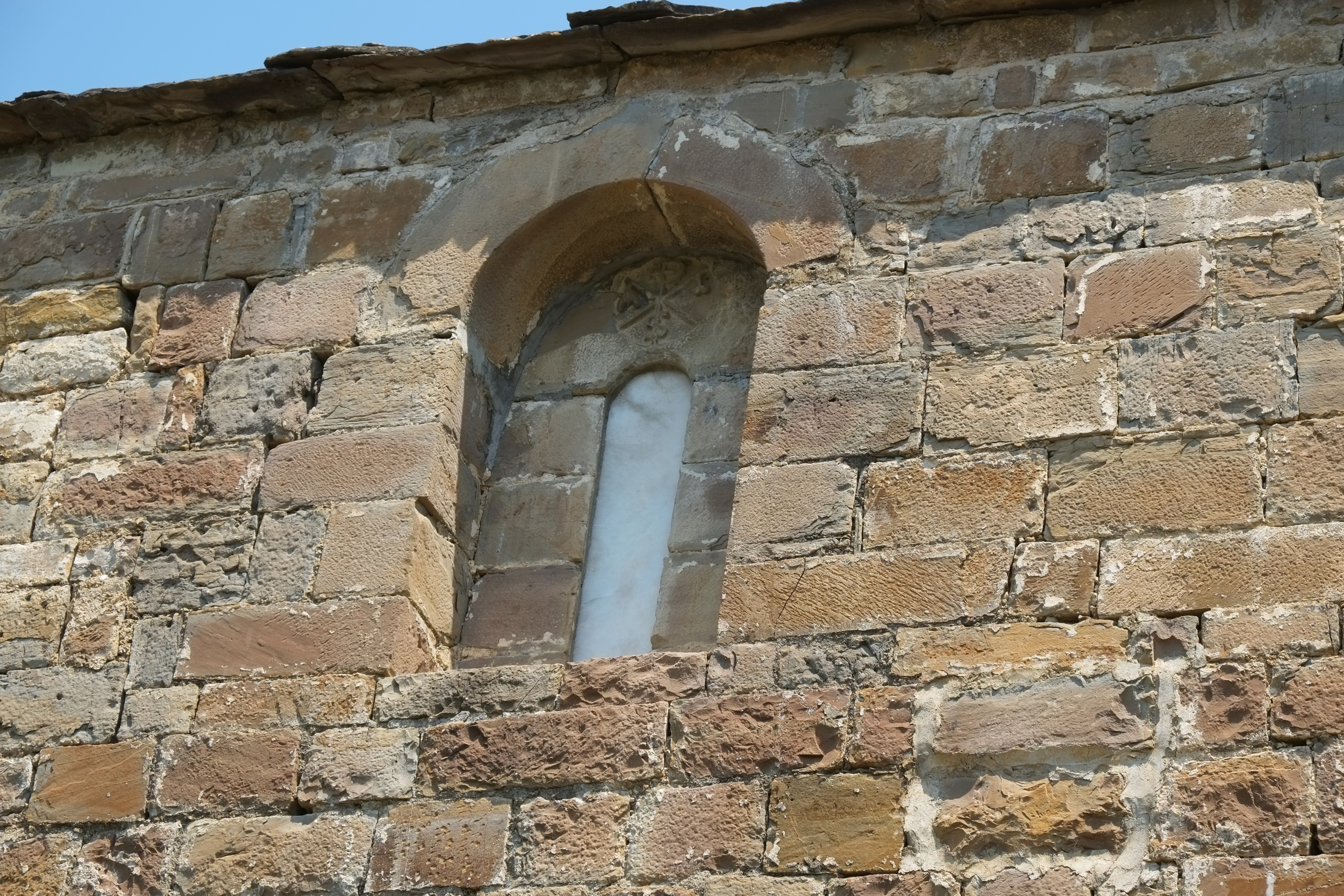
Ventana románica con crismón
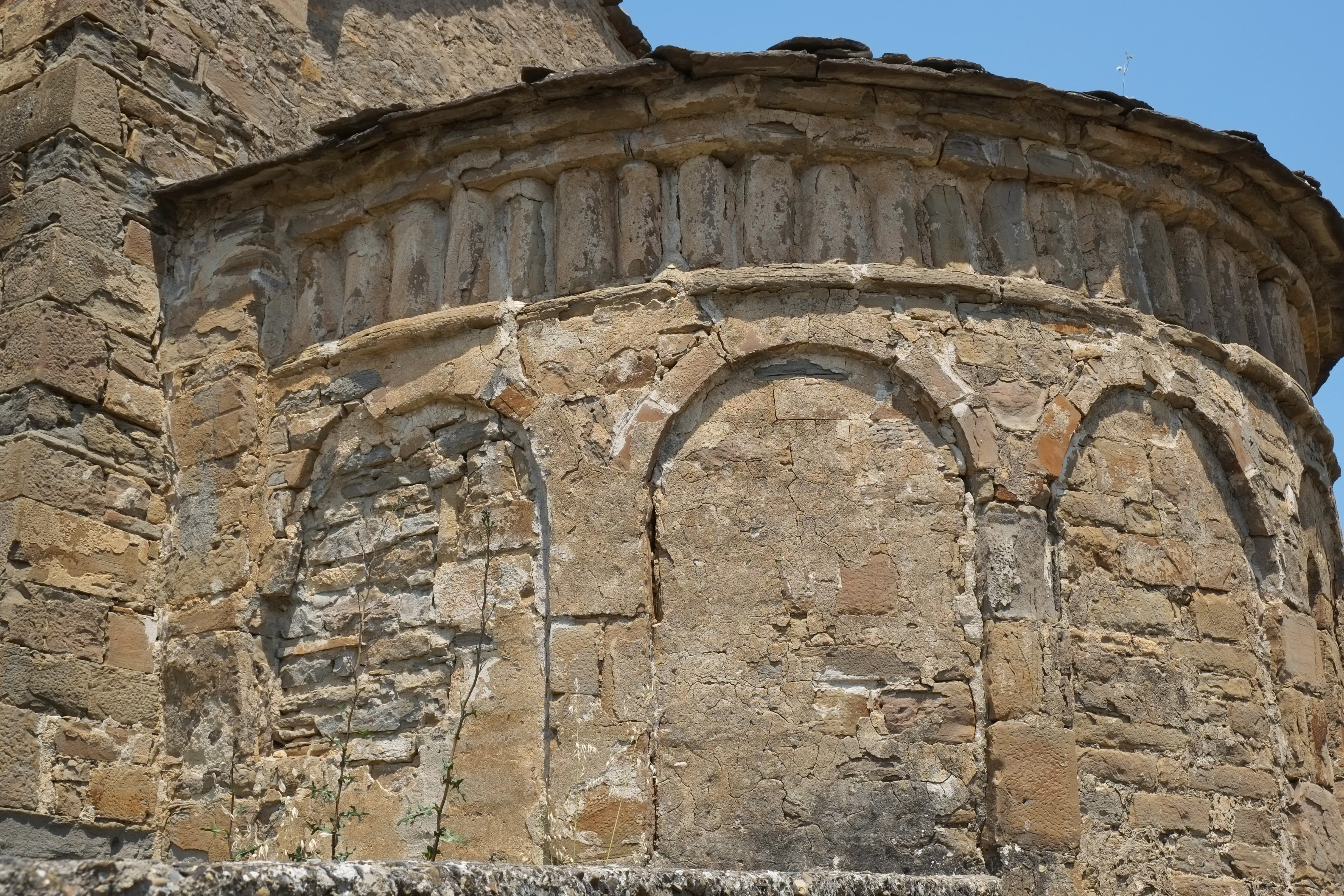
Baquetones, arcos ciegos y lesenas del ábside
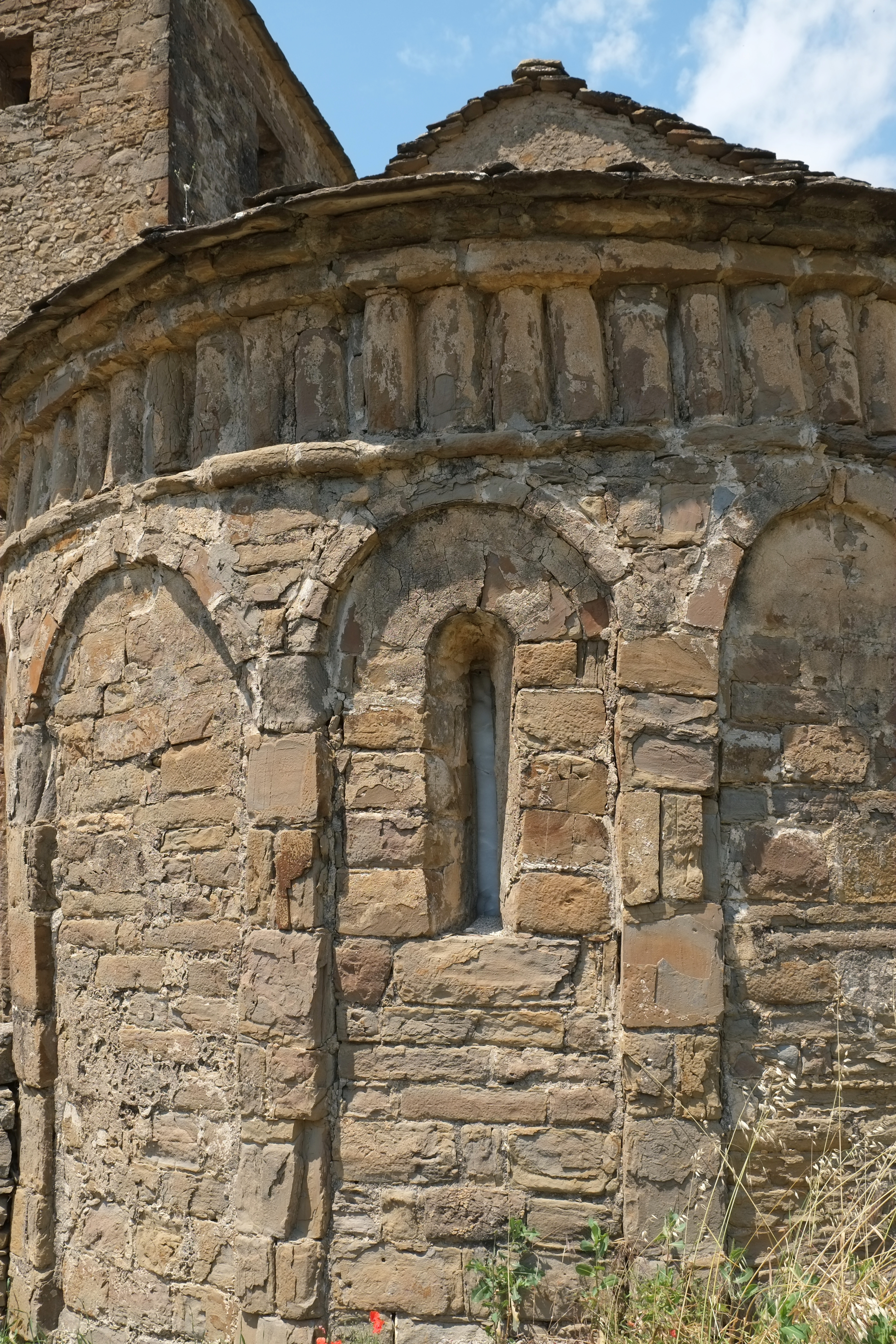
Ventana del ábside
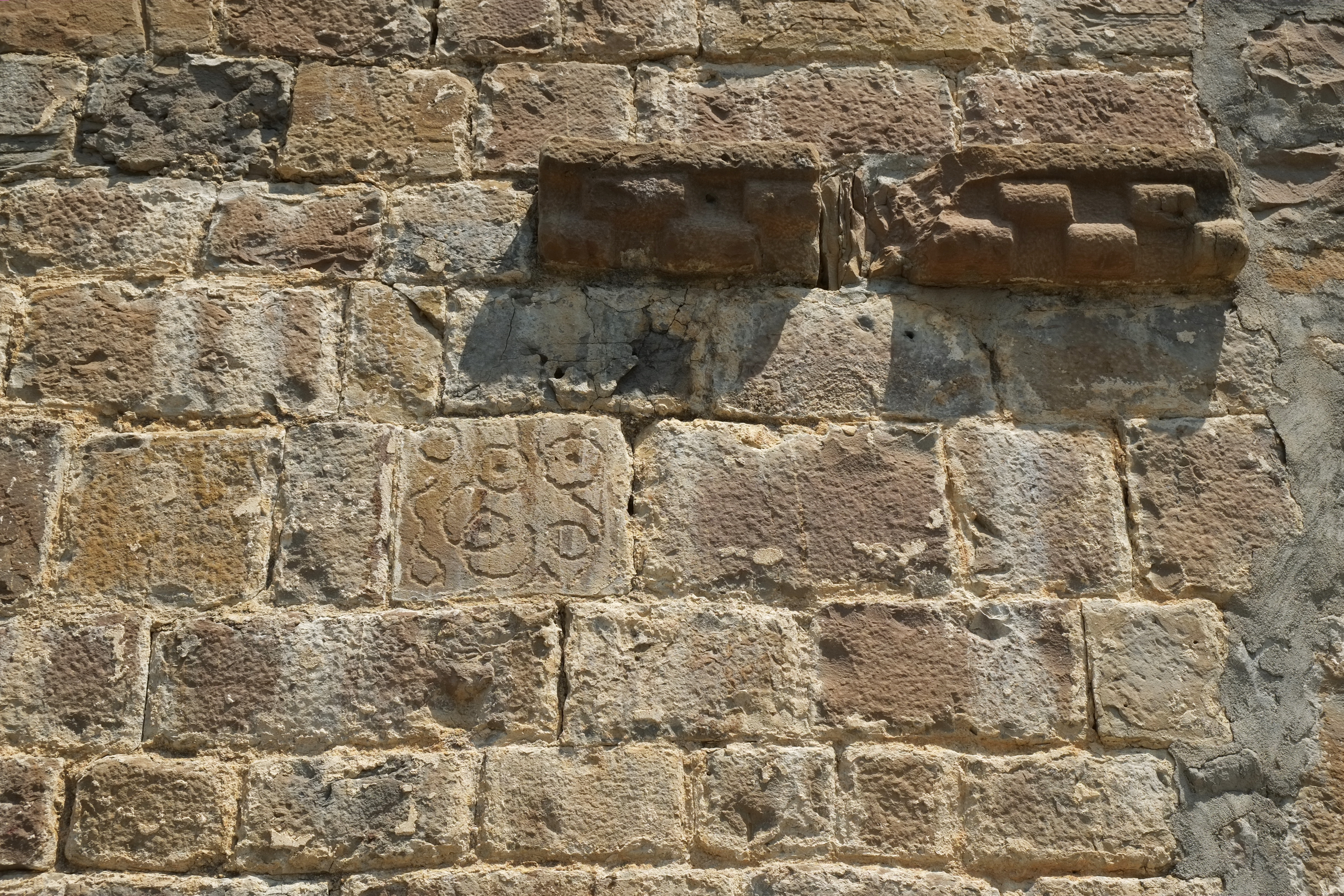
Ajedrezado jaqués y sillar con grabados geométricos en el muro sur